# Финансов инструмент
Финансовите инструменти са монетарни договори между две страни. Международният стандарт за финансово отчитане 9 (МСФО 9) дефинира финансов инструмент като "договор, който създава финансов актив за едната договорна страна и финансов пасив (или дялово участие) за другата страна". Тези инструменти може да бъдат валутни, заемни (бондове или заеми), дялови или производни (опции, фючърс, трампи, форуърдс).